# 亚纳卡拉

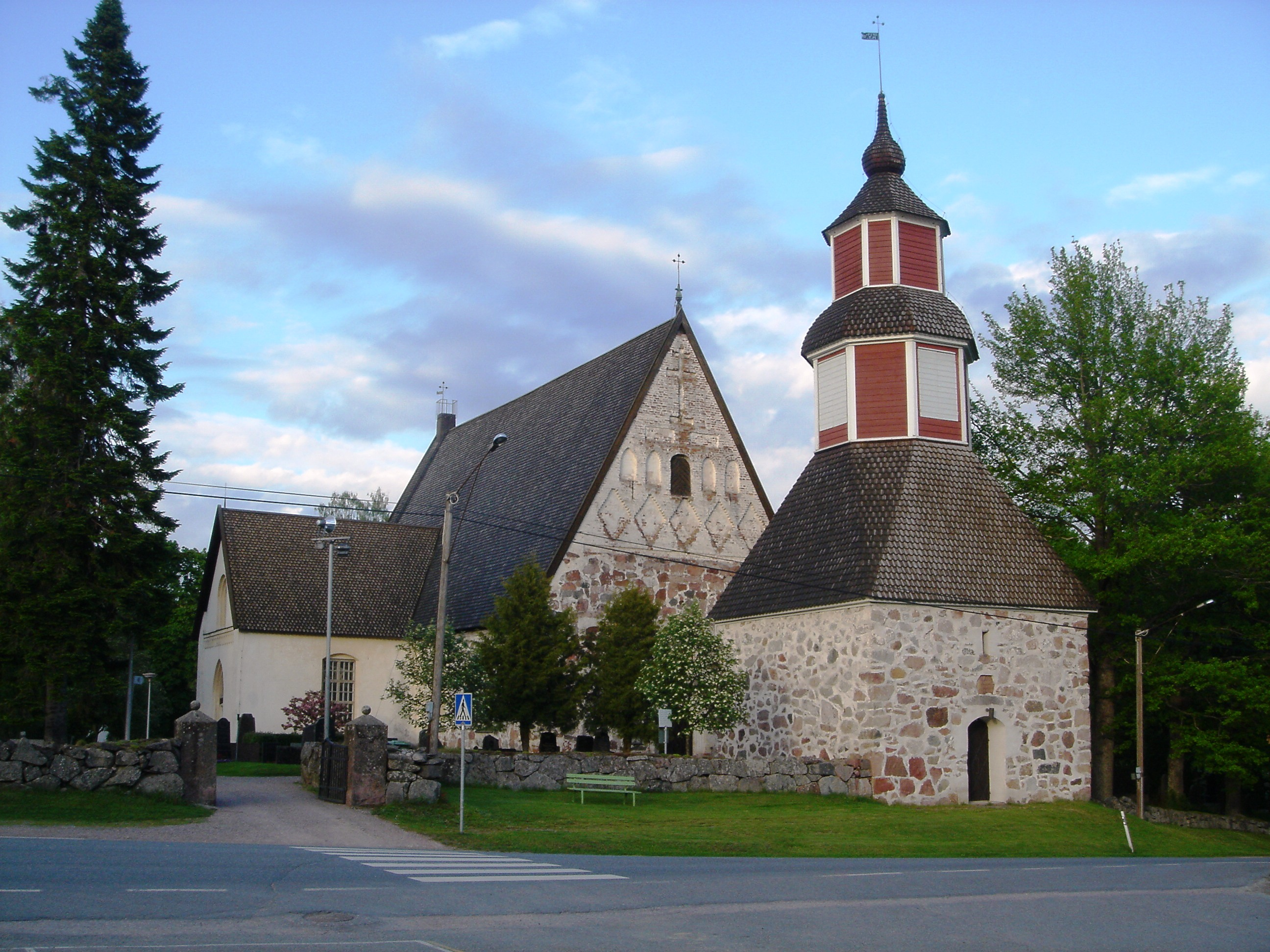
亚纳卡拉教堂

亚纳卡拉（芬蘭語：Janakkala）是芬蘭的市鎮，位於該國南部，由坎塔海梅區負責管轄，始建於1866年，面積586平方公里，2013年人口16,917，人口密度為每平方公里30.9人。

## 外部連結
- Municipality of Janakkala（页面存档备份，存于） – Official website （文）